# Rudolf Chametowitsch Nurejew

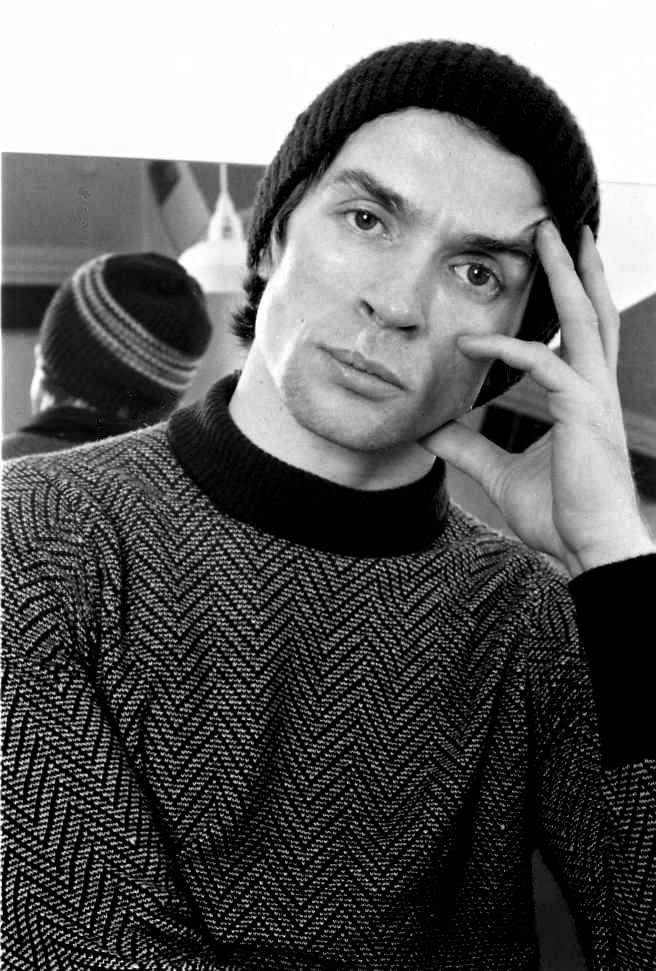
Rudolf Nurejew (1973)

Rudolf Chametowitsch Nurejew [rʊˈdɔˑlʲf xɐˈmʲɛˑtəvʲɪʧʲ nʊˈrʲeˑjɪf], auch Rudolf Chamitowitsch Nurijew (russisch Рудо́льф Хаме́тович Нуре́ев bzw. Рудо́льф Хами́тович Нури́ев; wiss. Transliteration Rudol’f Chametovič Nureev; tatarisch Рудольф Хәмит (Мөхәммәт) улы Нуриев, Rudolf Xämit (Möchämmät) ulı Nuriev; englisch Rudolf Nureyev; * 17. März 1938 in der Nähe von Irkutsk, Russische SFSR, Sowjetunion; † 6. Januar 1993 in Levallois-Perret, Frankreich) war ein Tänzer tatarischer Herkunft aus der Sowjetunion, der 1982 die österreichische Staatsbürgerschaft annahm.

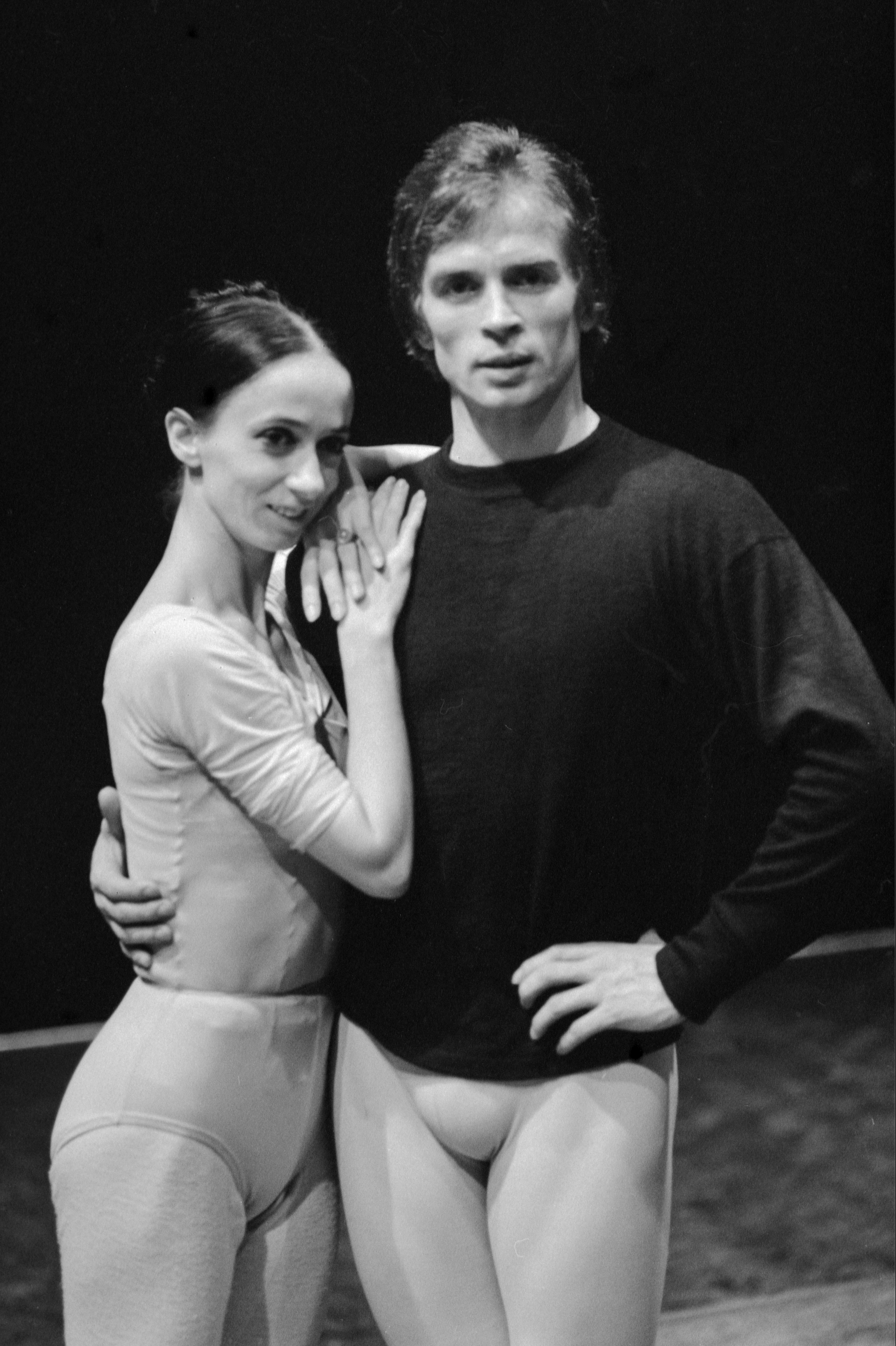
Nurejew und seine Ballettpartnerin in Zürich (1966)

Er gilt als einer der besten Tänzer des 20. Jahrhunderts und war in dessen zweiter Hälfte der größte Star des klassischen Balletts. Nurejew beeinflusste sowohl die Rolleninterpretation im klassischen Repertoire wie auch die moderne Choreographie. Nach der Flucht aus der Sowjetunion begründete Nurejew die Emanzipation des männlichen Rollenparts in Balletten, die auf Ballerinen als Mittelpunkt zugeschnitten waren.
Er übertrug virtuose Technik und athletische Präsenz, wie sie im sowjetischen Ballett gepflegt wurden, in den Westen und leitete damit hier eine Renaissance des klassischen Balletts ein. Seine Ballettpartnerschaft mit der Primaballerina assoluta Margot Fonteyn vom Royal Ballet gilt als ein Interpretationshöhepunkt im klassischen Repertoire. Schon zu Lebzeiten eine Ikone des Tanzes, wurde er durch Medienpräsenz und Berichterstattung einem breiten, auch ballettfremden Publikum bekannt.

## Leben

### Familie und Kindheit
Rudolf Nurejew wurde als Kind tatarischer Eltern in einem Zug der Transsibirischen Eisenbahn nahe dem sibirischen Irkutsk geboren. Seine Mutter war dabei auf dem Weg nach Wladiwostok, wo sein Vater als Soldat der Roten Armee stationiert war. Er wuchs in einem Dorf nahe Ufa in Baschkortostan auf.

### Ausbildung
In Ufa begann Nurejew seine Ausbildung als Partner seiner Schwester im Ballettunterricht. Nach Erfahrungen im Volkstanz nahm er erstmals auch private Ballettstunden bei den ehemaligen professionellen Ballerinen Anna Udalzowa und Jelena Woitowitsch. Diese führten ihn in die klassischen Ballette ein und ermutigten Rudolf, wie er zumeist genannt wurde, gegen den Widerstand seines Vaters und trotz seines fortgeschrittenen Alters – Rudolf war schon 17 Jahre alt –, für eine staatliche Ballettausbildung in Leningrad zu kandidieren.
Überraschend konnte der eigentlich für die Ballettakademie des Kirow-Ballettes schon zu alte Nurejew 1955 eine Ballett-Ausbildung am Choreografischen Institut Leningrad beginnen. Er kam durch seine Hartnäckigkeit wie sein Talent bis in die berühmte Männerklasse von Alexander Puschkin (unter anderem bildete dieser auch Michail Baryschnikow aus).  Nurejew musste aber in der sechsten Klasse anfangen und war damit in der Gruppe drei bis vier Jahre älter als die anderen Studenten. Seine Ausbildungszeit am Kirow-Ballett war unter anderem durch ständige Konfrontationen mit dem Direktorium geprägt. Nurejew lief Gefahr, wegen seiner eher provinziellen Art sowie seiner unbändigen Weigerung, sich der Ballettleitung unterzuordnen, die Ausbildung nicht beenden zu können. Neben den charakterlichen Hindernissen plagte Nurejew aber insbesondere die Tatsache, dass seine Kommilitonen ihm mehrere Jahre voraus waren. Später gestand Nurejew ein, dass sein Mitschüler Juri Solowjow technisch deutlich besser war als er.

### Solist im Leningrader Kirow-Ballett
Seiner damaligen Ballett-Lehrerin für den klassischen Pas de deux Natalja Dudinskaja, einer ersten Solistin und langjährigen Ausbilderin der Waganowa-Ballettakademie im Kirow-Theater, verdankte Nurejew die Einarbeitung ins klassische Repertoire und seine tänzerische Verfeinerung; insbesondere in Ausdruck und Präsenz war ihm Dudinskaja ein Vorbild. Seine erste Solo-Rolle im Kirow als Partner der Dudinskaja hatte er am 20. November 1958 in dem von ihr favorisierten Ballett Laurentia. Der Erfolg in Laurentia und sein aufsehenerregender Auftritt mit Alla Sisowa in Le Corsaire auf dem Ballettwettbewerb in Moskau 1958 festigten Nurejews Position, und er wurde als Solist engagiert. Seine Partnerin in der Leningrader Zeit war vor allem Ninel Kurgapkina, doch trat er auch weiter mit Natalia Dudinskaja (Laurentia) und Alla Sizova (Le Corsaire) auf.
Bald schon genoss er das damals seltene Privileg, auf Auslandsreisen gehen zu dürfen, und tanzte wieder mit Sisowa in Le Corsaire in Wien beim Internationalen Jugend-Festival, wo sie trotz starker Konkurrenz eine Goldmedaille gewannen. Unter anderem tanzten dort vom Kirow-Ballett noch Juri Solowjow und Natalia Makarowa und die ersten Solisten des Bolschoi-Balletts in Moskau, Jekaterina Maximowa und Wladimir Wassilijew. Kurz darauf wurden ihm aus disziplinarischen Gründen Auslandsreisen untersagt. Er tourte stattdessen in den russischen Provinzen sowie in der DDR. Nach dem Berliner Festival im Oktober 1960 musste Nurejew noch eine 40-tägige Tour über 5000 Kilometer durch die DDR antreten. Begleitet nur von einem Pianisten fand sich Nurejew in einem zirkusartigen Unternehmen in drittklassigen Aufführungsstätten, was seine Rebellion gegen die Ballettleitung noch verstärkte.
Nurejew wurde innerhalb von zwei Jahren als Solist im Kirow-Ballett einer der bekanntesten Tänzer der Sowjetunion. Seine erste Darstellung des Siegfried in Schwanensee, in der die neun Jahre ältere Kurgapkina die Odette/Odile tanzte, fand im April 1961 in Leningrad statt, zwei Monate bevor er in den Westen emigrierte.
Trotz seines späten Einstiegs setzte sich seine tänzerische Begabung durch. Seine Tänzerpersönlichkeit wurde namentlich in seiner besonderen Ausstrahlung, Musikalität, Maskulinität und technischen Virtuosität erkannt, auch wenn er zeitlebens nie die technische Brillanz zeitgenössischer Solisten wie Erik Bruhn, Anthony Dowell oder Michail Baryschnikow erreichte. Er stellte jedoch durch seine schon zu Anfang offensichtliche Bühnenpräsenz jene Tänzer bald in den Schatten, die eine vollständigere Ausbildung genossen hatten und auch technisch größere Perfektion erreichten, wie sein Klassenkamerad und Studienkollege in Alexander Puschkins Meisterklasse, Juri Solowjow. Jedoch war auch sein schwieriges Temperament offensichtlich. Ungehobelte Sprache, aufbrausendes Auftreten, Dickköpfigkeit und später auch ausgeprägte Arroganz erschwerten die Zusammenarbeit mit Nurejew.

## Star-Karriere nach Emigration

### Flucht in Le Bourget
Am 1. Juni 1961 tanzte Nurejew erstmals in der westlichen Hemisphäre. Ein gegenseitiger Austausch der führenden Balletthäuser in West und Ost ermöglichte Nurejew, mit dem Kirow-Ballett im Pariser Palais des Sports zur Eröffnung der Pariser Saison des Kirow-Balletts als Siegfried in Schwanensee aufzutreten. Am Tag nach dem letzten Auftritt in Frankreich am 15. Juni im Palais Garnier teilte die Ballettdirektion Nurejew am Morgen des 16. Juni 1961 auf dem Flughafen Le Bourget mit, er habe sich auf Aufforderung der sowjetischen Parteiführung sofort nach Moskau zu begeben, obwohl die Tournee nach den gefeierten Auftritten in Paris in London fortgesetzt werden sollte, und der Rest der Kompanie nach London flog. Nurejew nutzte an diesem Morgen eine Chance zur Flucht in den Westen. Ob sie sorgfältig geplant war oder ob Nurejew einem spontanen Impuls folgte, wird von verschiedenen Quellen unterschiedlich beantwortet. Nurejew setzte sich, unterstützt von seinen Freunden Pierre Lacotte und Clara Saint, in der Abfertigungshalle von der Kompanie ab und bat in Frankreich um politisches Asyl.
Auf sich allein gestellt und von der Presse belagert, versuchte Nurejew, so schnell wie möglich eine Anbindung an eine westliche Kompanie herzustellen. Er unterschrieb schon in der ersten Woche beim Ballett des Marquis de Cuevas ein maximal sechsmonatiges Engagement und tanzte vom 23. Juni bis zum 29. Juli im Théâtre des Champs-Élysées in Dornröschen mit Nina Wyrobowa. Die Kompanie trat dann im August zu einer Gala in Deauville auf und setzte ihre Tournee durch Europa und Israel fort. Rosella Hightower und Yvette Chauviré waren Nurejews erste bekannte Partnerinnen im Westen. Nurejew war zu einem längeren Engagement bei der privaten Kompanie aber nicht bereit, da er insgeheim hoffte, auf Dauer im Royal Ballet engagiert zu werden.
Durch Vermittlung der älteren russischen Ballett-Emigranten aus der Umgebung der Ballets Russes begann Nurejew sich schnell mit den Unterschieden zum sowjetischen Stil vertraut zu machen, auch durch das Studium ihm unbekannter Rollen in westlichen Balletten. Entscheidend für seine weitere Entwicklung wurde die Begegnung mit dem damals bedeutendsten „Danseur Noble“ des Westens, Erik Bruhn, der zehn Jahre älter war und für viele Jahre sein Geliebter und engster Freund wurde. Er half Nurejew, seinen zunächst technisch noch ungeschliffenen und eher robusten Stil zu verfeinern. Mit Bruhn trat Nurejew erstmals im Casino in Cannes im Januar 1962 auf.

### Ballettlegende Nurejew – Fonteyn

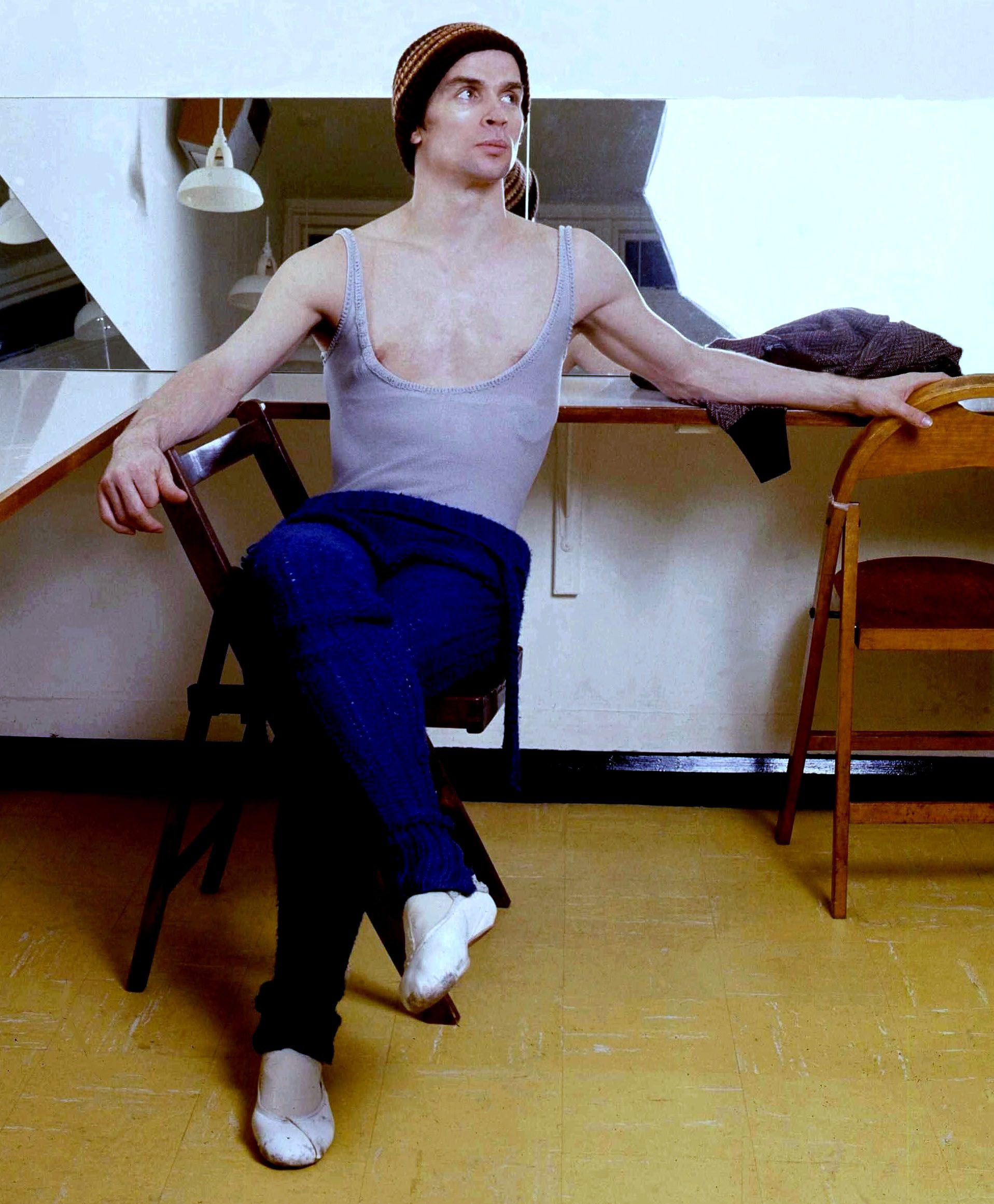
Nurejew 1973 hinter der Bühne

Mit einer Einladung der 19 Jahre älteren englischen Prima Ballerina Assoluta Margot Fonteyn, an einer Gala-Aufführung zu Ehren der Royal Academy of Dance am 2. November 1961 mitzuwirken, begann eine denkwürdige Ballettpartnerschaft. Ihren ersten gemeinsamen Auftritt hatten sie in der Covent Garden Opera in einer beispielhaften Giselle-Aufführung am 21. Februar 1962, als das Paar 23-mal vor den Vorhang gerufen wurde. Dieser Abend begründete die klassische Partnerschaft des ungleichen Paares, und sie wurden zum „Traumpaar des Tanzes“. Das Debüt am Royal Opera House Covent Garden in London schuf eine Verbindung zum führenden Ballett-Ensemble Europas, die bis zum Ende seiner Tanzkarriere bestand, ohne dass er jedoch jemals Mitglied im Royal Ballet wurde. Wegen der Weigerung der Direktion, Nurejew eine feste Solistenstelle anzubieten, war Nurejew während seiner ganzen Karriere von Engagements in verschiedenen Häusern abhängig. Nurejew begann daher mit eigenen Produktionen seine Popularität auch wirtschaftlich zu nutzen und baute sich selbst zum Markenzeichen auf. Als erster Tänzer verlangte er hohe Einzelgagen, was bis dahin unüblich war.
Das klassische Repertoire Nurejews und Fonteyns umfasste insbesondere die klassischen Werke der Romantik wie Petipas Schwanensee, Dornröschen, Der Nußknacker, Don Quichotte, Le Corsaire und Giselle. Nurejew erarbeitete im Westen erstmals seit den Ballets Russes und einer einzigen Vorkriegsaufführung des Sadler’s Wells Balletts unter Ninette de Valois eine Originalversion von Petipas und Tschaikowskis längstem und aufwendigstem Ballett, Dornröschen. In Ninette de Valois hatte Nurejew auch eine wichtige Förderin gefunden. Aber auch Margot Fonteyn profitierte von der Verjüngung, die Nurejew für die Ballettwelt bedeutete. Die alternde Primaballerina Fonteyn, die mit 42 Jahren eigentlich am Ende ihrer Karriere stand und nicht mehr erste Wahl des Royal Ballet war, erlangte durch Nurejew einen Ruhm, der im Ballett der zweiten Hälfte des 20. Jahrhunderts beispiellos war.
Die Popularität von Nurejew/Fonteyn veranlasste 1963 den damaligen Chefchoreographen und späteren Direktor des Royal Ballet Frederick Ashton, ein abendfüllendes Handlungsballett Marguerite and Armand nach Alexandre Dumas’ Kameliendame mit Musik von Liszt für die beiden zu choreographieren. Erst nach dem Tod von Fonteyn und Nurejew wurde diese Choreographie mit Sylvie Guillem und Nicolas Le Riche erstmals wieder aufgeführt. Zu Lebzeiten Fonteyns/Nurejews galt ein unausgesprochenes Verbot, das Ballett in anderer Besetzung einzustudieren.
Ein weiterer wichtiger Schritt war Prokofjews Romeo und Julia mit einer Choreographie aus der Sowjetunion, die Ashton am 9. Februar 1965 im Londoner Royal Opera House Covent Garden herausbrachte. Nach der Vorstellung applaudierte das Publikum 40 Minuten lang.

### Bedeutende Produktionen

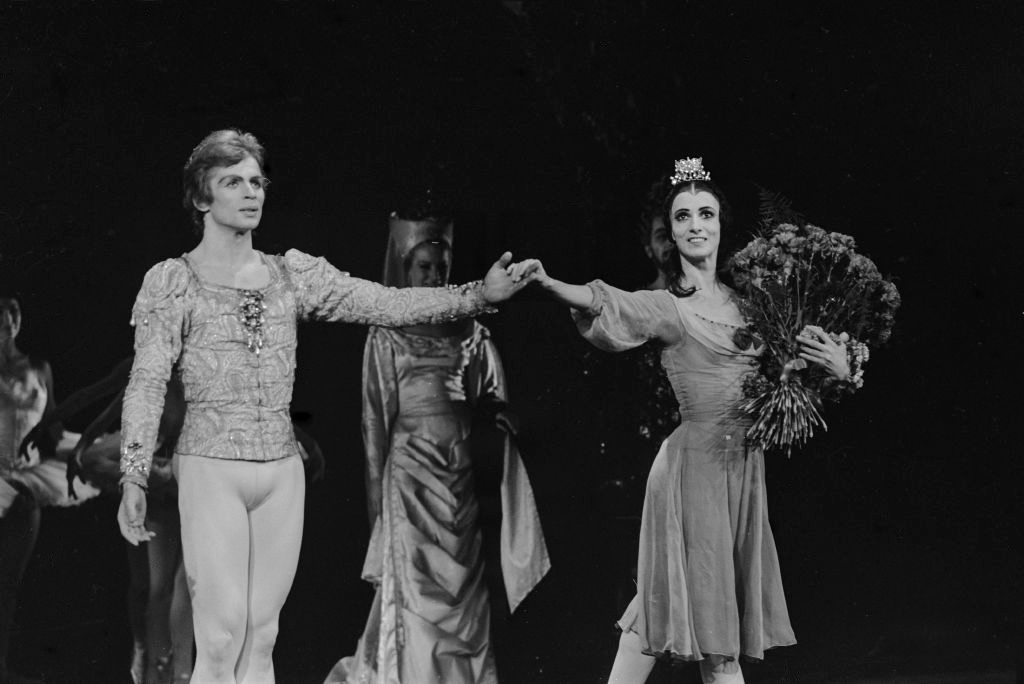
Nurejew während eines Gastspiels im Opernhaus Zürich (1966)

Nurejew trat neben Fonteyn mit allen führenden Ballerinen des Westens und sowjetischen Emigrantinnen auf. Seine Nussknacker-Produktion für das Royal Opera House Covent Garden 1968 mit Merle Park als Clara beruhte auf einer sowjetischen Choreographie und galt als herausragend. Sie blieb auch in den späten 1970er Jahren Bestandteil des Kompanie-Repertoires. Mit Carla Fracci trat Nurejew in Giselle im Balletto dell’Opera di Roma und in seiner eigenen Nussknacker-Choreographie im Mailänder Teatro alla Scala auf. 1962 stellte er in London mit dem Royal Ballet die sowjetische Choreographie von Le Corsaire im Westen vor. 1966 brachte er seine Version von Dornröschen an die Mailänder Scala. 1972 ging er auf Veranlassung von Robert Helpmann nach Australien, wo er sein Regie-Debüt mit Don Quichotte gab. 1975 produzierte er Raymonda für die Bühne des American Ballet Theaters. Für Eva Evdokimova und das London Festival Ballet (English National Ballet) schuf er 1975 eine neue Choreographie von Dornröschen. In der Produktion von Cinderella für die Pariser Oper 1986 hob er den künftigen Star der europäischen Ballettszene, Sylvie Guillem, in den Rang einer „Étoile“. Mit dem Ballet de l’Opéra schloss Nurejew am 8. Oktober 1992 im Palais Garnier mit seiner letzten Großproduktion, La Bayadère, nur Monate vor seinem Tod, seine Reinterpretation und Neueinstudierung klassischer Ballette ab.
Seit seiner Emigration versuchte sich Nurejew auch im modernen Tanz, unter anderem mit dem holländischen Nationalballett und Werken zeitgenössischer Choreographen, darunter George Balanchine, Hans van Manen, Glen Tetley, Roland Petit und Martha Graham.

### Spätere Karriere und Privates
Von 1961 bis 1986 war der Tänzer Erik Bruhn (1928–1986) sein Lebensgefährte. 1964 kam Nurejew nach Wien, wo er bis 1988 als Tänzer und Choreograph des Wiener Staatsopernballetts tätig war. Weil er nach seiner Flucht die sowjetische Staatsbürgerschaft verloren hatte, was das Reisen als Staatenloser sehr erschwerte, nahm er durch Vermittlung des damaligen Ballettdirektors Gerhard Brunner 1982 die österreichische Staatsbürgerschaft an.
1971 kreierte Maurice Béjart für ihn und Paolo Bortoluzzi ein Ballett zu Gustav Mahlers Zyklus Lieder eines fahrenden Gesellen.
1983 wurde er Direktor des Pariser Opernballetts, das er leitete, in dem er tanzte, und wo er besonders junge Tänzer förderte, so das Ausnahmetalent Sylvie Guillem. Er tanzte mit ihr als Partnerin viele klassische Partien.
Von 1979 bis 1993 war der Tänzer Robert Tracy (1955–2007) sein Lebensgefährte. Trotz seiner fortschreitenden AIDS-Erkrankung arbeitete er unermüdlich als Tänzer und Choreograph.

## Krankheit und Tod

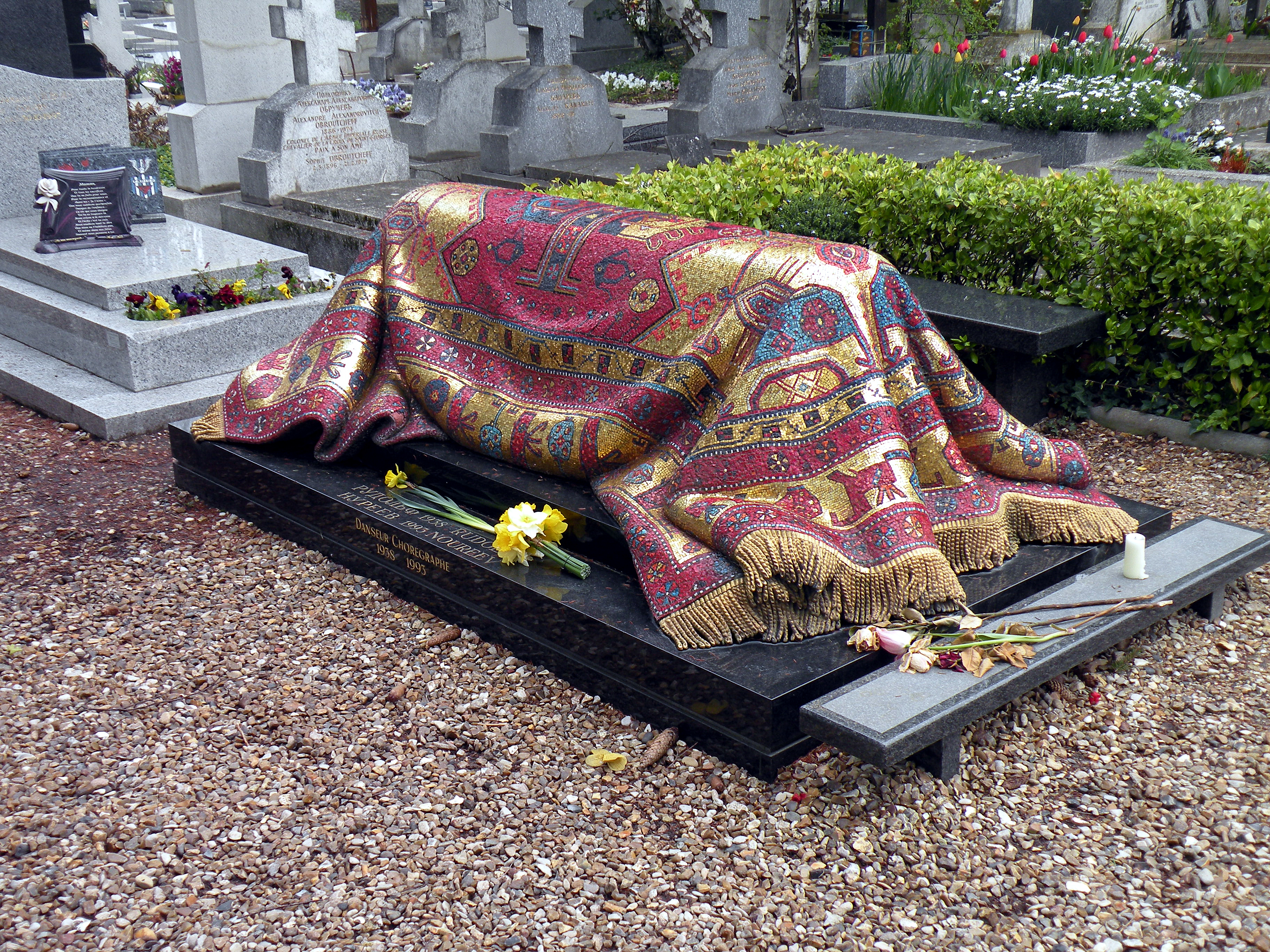
Nurejew-Grab auf dem russischen Friedhof in Sainte-Geneviève-des-Bois bei Paris

Nurejew infizierte sich vermutlich in den frühen 1980er Jahren mit dem HI-Virus. Viele Jahre lang stritt er Gerüchte über seinen Gesundheitszustand ab, und noch um 1990, als seine AIDS-Erkrankung erkennbar war, schob er andere Unpässlichkeiten vor. In seiner letzten Vorstellung von La Bayadère im Jahr 1992 erlitt Nurejew, der schon zu schwach war und auf einem Stuhl sitzen musste, während der spontan einsetzenden Ovationen des Publikums einen Schwächeanfall. Der französische Kulturminister Jack Lang verlieh ihm Frankreichs höchste kulturelle Auszeichnung, Nurejew wurde zum Ritter des Ordre des Arts et des Lettres ernannt.
Rudolf Nurejew starb einige Monate später im Alter von 54 Jahren an den Folgen von AIDS. Sein Sarg wurde öffentlich aufgebahrt, und am 12. Januar 1993 wurde er seinem letzten Willen entsprechend auf dem Russischen Friedhof in Sainte-Geneviève-des-Bois bei Paris beigesetzt. Das außergewöhnliche Grabmal Nurejews (1996), das mit einem Mosaik in Form eines orientalischen Kelimteppichs überzogen ist, schuf der italienische Bühnenbildner Ezio Frigerio.
Im Jahr 1998 wurde in Wien-Donaustadt (22. Bezirk) die „Rudolf-Nurejew-Promenade“ nach ihm benannt.

## Nurejews Wirkung

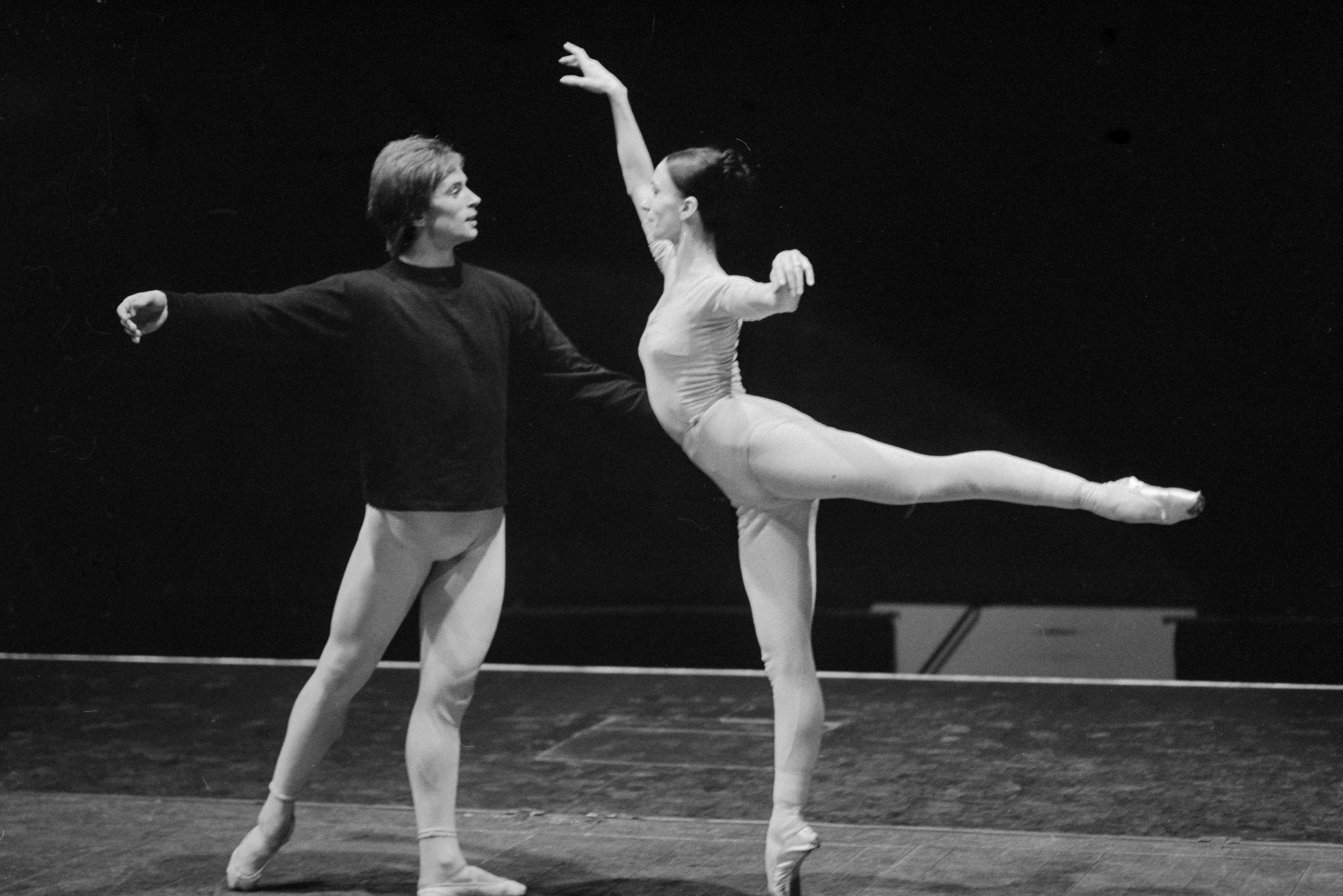
Nurejew in Zürich (1966)

Nurejew bewirkte eine Wiederbelebung des klassischen Repertoires im Westen. Er frischte die sowjetischen Choreographien der großen klassischen Ballette mit seinen Änderungen auf. Dabei begünstigte er auch eine stärker an technischer Virtuosität orientierte Auffassung der Rollen, so im romantischen Ballett Giselle, in der vorher das mimisch-schauspielerische Moment hervortrat.
Nurejews Bühnenpräsenz gab dem männlichen Part, der im sowjetischen Ballett mit virtuosen Bravoursolos einen athletischeren Tänzertyp erforderte, mehr Gewicht. Damit wandelte sich auch das auf Ballerinen zugeschnittene lyrische Ballett zu einem Typus, in dem der Solotänzer eine gleichberechtigte Rolle spielte und nicht mehr nur als Pas-de-deux-Partner der Tänzerin fungierte.

## Nurejew in Film, Literatur und Kunst
Neben dem Ballett war er auch in anderen künstlerischen Bereichen tätig. 1969/1970 startete das Projekt „Nijinski“ nach einem Drehbuch von Edward Albee. Nurejew sollte Vaslav Nijinsky spielen, Claude Jade seine Frau Romola de Pulszky und Paul Scofield den Sergej Djagilew. Regisseur war Tony Richardson, doch dann legte Produzent Albert Broccoli das Projekt, in dem es vor allem um Nijinskis Homosexualität ging, auf Eis. Während der 1970er Jahre erschien Nurejew mit mäßigem Erfolg in einigen Filmen und bereiste die USA mit einer Wiederaufführung des Broadway-Musicals The King and I. 1976 spielte er Rudolph Valentino in Ken Russells Film Valentino, aber er hatte weder das Talent noch die Disziplin für eine ernsthafte Filmkarriere. 1977 war er Gaststar in der Muppet Show (2. Staffel).
Der irisch-amerikanische Autor Colum McCann setzte Nurejew in seiner Romanbiografie Der Tänzer ein literarisches Denkmal. Der deutsch-französische Bildhauer und Graphiker Arno Breker zeichnete 1974 in Paris Nurejew, der ihm Modell stand, mit zwei Lithographien, die Chagalls Meisterdrucker Fernand Mourlot abzog. Der amerikanische Fotograf Richard Avedon machte unmittelbar nach Nurejews Ankunft in Paris Aufnahmen von ihm.
Im Juli 2017 sollte ein Ballett über Nurejew im Bolschoi uraufgeführt werden, das von Kirill Serebrennikow gemeinsam mit dem Choreographen Juri Possochow inszeniert worden war. Der derzeitige Direktor des Theaters, Vladimir Urin, entschied sich drei Tage vor der Uraufführung für die Absetzung der Produktion, ehe es Ende desselben Jahres doch am Bolschoi aufgeführt wurde. Das Stück lief am Bolschoi, bis es im Jahr 2023 auf politischen Druck hin und wegen eines neuen russischen Gesetzes, das die positive Darstellung von Homosexualität unter Strafe stellt, aus dem Programm genommen wurde.
2018 hatte der Film The White Crow von Regisseur Ralph Fiennes auf dem Telluride Film Festival Premiere. Der Film hat die dramatische Flucht Nurejews in den Westen während eines Gastspiels des Mariinski-Balletts in Paris zum Thema. Der ukrainische Tänzer Oleg Iwenko spielt Nurejew und Fiennes dessen Ballettmeister Alexander Puschkin.
2024 widmen die Pet Shop Boys Ihr Lied und Video Dancing Star Rudolf Nurejew, den sie damit auch einem jüngeren Publikum bekannt machen.
Im April 2025 wurde das Stück Nurejews Hund von Peter te Nuyl mit Musik von Keren Kagarlitsky basierend auf der Novelle von Elke Heidenreich an der Volksoper Wien uraufgeführt.

## Filme
- Nurejew – The White Crow (The White Crow). Spielfilm, Großbritannien 2018, 122 Min. Mit Oleg Iwenko. Regie: Ralph Fiennes.
- Rudolf Nurejew. Der Sprung in die Freiheit. (OT: Rudolf Nureyev – Dance to Freedom.) Dokumentarfilm mit Spielszenen, Großbritannien, 2015, 90 Min. (Originalversion), 60:10 Min., Buch und Regie: Richard Curson Smith, Produktion: IWC Media, Absinthe Film, BBC, ZDF, deutsche Erstsendung: 31. August 2016 bei arte, Inhaltsangabe von ARD; mit Artem Ovcharenko[14], dem Ersten Tänzer (Primoballerino) im Bolschoi-Ballett als Rudolf Nurejew.
- Nurejew – From Russia with Love. Dokumentarfilm, Großbritannien, Russland 2007, 89 Min., Buch und Regie: John Bridcut, Produktion: BBC, ZDF, arte, deutsche Erstausstrahlung: 17. März 2008, Inhaltsangabe von arte, (Memento vom 28. Juli 2010 im Internet Archive).
- Hommage an Rudolf Nurejew – Ausschnitte. Dokumentarfilm, Frankreich 2002, 26 Min., Regie: Denis Caïozzi, Produktion: arte, Erstausstrahlung: 25. September 2004, Inhaltsangabe von arte, (Memento vom 13. August 2010 im Internet Archive).
- Rudolf Nurejews "Schwanensee". Dokumentarfilm, Deutschland 2023, Regie: Anne-Kathrin Peitz, Produktion: arte, Erstausstrahlung: 17. Dezember 2023.
- Mein Traum, meine Geschichte – Rudolf Nurejew. Miniserie, Deutschland 2023, 24 Min. Mit Cooper Dillon. Regie: Marco Gadge. Erstveröffentlichung im SRF[15]